# Nyikolaj Petrovics Batalov
Nyikolaj Petrovics Batalov (oroszul: Николай Петрович Баталов) (Moszkva, 1899. december 7. – Moszkva, 1937. november 10.) orosz, szovjet színész.
Vlagyimir Petrovics Batalov bátyja, Alekszej Vlagyimirovics Batalov nagybátyja.

## Élete
1910-től kereskedelmi iskolába járt. 1915-ben beiratkozott egy színiiskolában, 1916-tól a Moszkvai Művész Színház 2. számú stúdiójában tanult. 1916-tól 1924-ig a színház 2. számú stúdiójának színésze volt.
Az 1920-as években és az 1930-as évek elején a Moszkvai Művész Színház számos sikeres előadásában lépett fel. Legnagyobb színpadi sikerét Beaumarchais Figaro házassága című vígjátékának címszerepében aratta (bemutatóját 1927 áprilisában tartották). Fellépett többek között Gogol a Holt lelkek című regényének színpadi változatában, Csehov Cseresznyéskert (Lophahin szerepében), Schiller A haramiák és Maeterlinck A kék madár című darabjában.
Említésre méltó szerepben először 1924-ben állt kamera elé, Jakov Protazanov Aelita című filmjében Guszev vöröskatona komikus alakját formálta meg. Pudovkin már főszerepet bízott rá Makszim Gorkij Az anya című regényének megfilmesítésében; ez az alakítás hozta meg számára a sikert. 1931-ben főszerepet kapott az első szovjet hangos játékfilmben (Út az életbe). A film elvadult fiatalkorú gyerekekről szól, akiket egy megrögzött bűnöző (Mihail Zsarov játssza) próbál a befolyása alá vonni, a tanító pedig igyekszik őket jó útra terelni. A szereplők közül Zsarovon kívül csak a tanítót alakító Nyikolaj Batalov volt hivatásos színész, ez volt leghíresebb filmszerepe.
1933-tól színészmesterséget tanított a moszkvai színművészeti akadémián és a filmfőiskolán. Korán megállapított tüdőbaja az 1930-as évek elején elhatalmasodott rajta. 1935-ben állt utoljára színpadra, ekkor is Figaro szerepét játszotta.

## Ismertebb filmszerepei
- 1924: Aelita (Аэлита ) (Guszev szerepében. Rendező: Jakov Protazanov)
- 1926: Az anya (Мать) (Pavel Vlaszov szerepében. Rendező: Vszevolod Pudovkin)
- 1927: Ágy és dívány (Mescsanszkaja utca 3.) (Третья Мещанская) (a férj, Nyikolaj szerepében. Rendező: Abram Room)
- 1931: Út az életbe (Путёвка в жизнь) (Szergejev igazgató szerepében. Rendező: Nyikolaj Ekk)
- 1932: Horizont (Горизонт) (Rendező: Lev Kulesov)